# Aljoša Vojnović
Aljoša Vojnović (Osijek, 24. listopada 1985.) umirovljeni je hrvatski nogometaš. Igrao je kao veznjak. Vojnović je debitirao za NK Osijek u prvoj utakmici sezone u 1. HNL-u protiv NK Istre 1961 u srpnju 2016. godine. U kolovozu 2017. je Vojnović posuđen pulskoj Istri 1961.

## Vanjske poveznice
- Profil, Hrvatski nogometni savez